# De ontvoering van Europa (Patania)
De Ontvoering van Europa is een schilderij van de hand van Giuseppe Patania (1780-1852), een kunstschilder uit het koninkrijk der Beide Siciliën.
Het dateert van de jaren 1828-1829 en is te bezichtigen in de Galleria d’Arte Moderna in Palermo, Italië. Het schilderij maakte deel uit van een serie die diende om een slaapkamer op te luisteren met afbeeldingen van mythische liefdesgeschiedenissen. Het thema van de ontvoering van Europa is ontleend aan de Griekse mythologie. De stijl is neoclassicistisch.

## Beschrijving
Europa kijkt met angstige blik rond terwijl de oppergod Zeus haar ontvoert; Zeus heeft de gedaante van een stier aangenomen. Met haar linkerhand houdt ze een hoorn vast. Haar metgezellen kijken verschrikt aan de kustlijn. Het kleed van Europa waait op en het is Eros die het vasthoudt. 
De terreur van de ontvoering wordt verzacht door de effen kleuren van water en lucht alsook door de zonnegloed aan de horizon.